# Кочакидзе
Кочакидзе (груз. ქოჩაკიძე) — грузинская дворянская семья из провинции Мегрелия (Одиши). Согласно легенде, род происходит от хорасанского князя начала XIII века, попавшего в Грузию в качестве пленника и принявшего христианство.